# Павел Виданов
Павел Валериев Виданов е български футболист. Играе като десен и централен защитник. Футболист на литовския „Атлантас“ (Клайпеда).

## Кариера
Роден е на 1 август 1988 г. в София. Започва кариерата си в юношеските формации на ЦСКА (София). От 2007 г. е играч в първия тим на ЦСКА (София). Носител на Суперкупата на България за 2008 и 2011 г. с ЦСКА. През ноември 2011 прекратява договора си с „армейците“.